# Кварц
Кварц (нем. Quarz ← древнепольск. kwardy) — один из самых распространённых минералов в земной коре, основа стекла, породообразующий минерал большинства магматических и метаморфических пород. Свободное содержание в земной коре — 12 %. Входит в состав других минералов в виде смесей и силикатов.
Химическая формула: SiO2 (является полиморфной модификацией диоксида кремния).

## Этимология
Слово «кварц» произошло от немецкого слова Quarz, происходящего от средневерхненемецкого twarc, в свою очередь заимствованное из западнославянских языков, возможно из древнепольск. kwardy (ср. пол. twardy, чеш. tvrdý).

## Морфология
Имеет тригональную сингонию, точечная группа D3 (в обозначении Шёнфлиса) или 32 (в международном обозначении). Кристаллы — шестигранные псевдогексагональные призмы, с одного конца (реже с обоих) увенчанные шести- или трёхгранной пирамидальной головкой, сочетающей грани двух ромбоэдров. Часто по направлению к головке кристалл постепенно сужается. На гранях призмы характерна поперечная штриховка. Монокристаллы кварца могут иметь правую и левую формы.
В магматических и метаморфических горных породах кварц образует неправильные изометричные зёрна, сросшиеся с зёрнами других минералов, его кристаллами часто инкрустированы пустоты и миндалины в эффузии.
В осадочных породах — конкреции, прожилки, секреции (жеоды), щётки мелких короткопризматических кристаллов на стенках пустот в известняках и др. Также обломки различной формы и размеров (щебень, галька, песок, (алевриты).

## Свойства
В чистом виде кварц бесцветен или имеет белую окраску из-за внутренних трещин и кристаллических дефектов. Элементы-примеси и микроскопические включения других минералов, преимущественно оксидов железа, придают ему самую разнообразную окраску. Имеет много разновидностей, среди которых — почти чёрный морион, фиолетовый аметист, жёлтый цитрин и т. д. Причины окраски некоторых разновидностей кварца имеют свою специфическую природу.
Часто образует двойники.

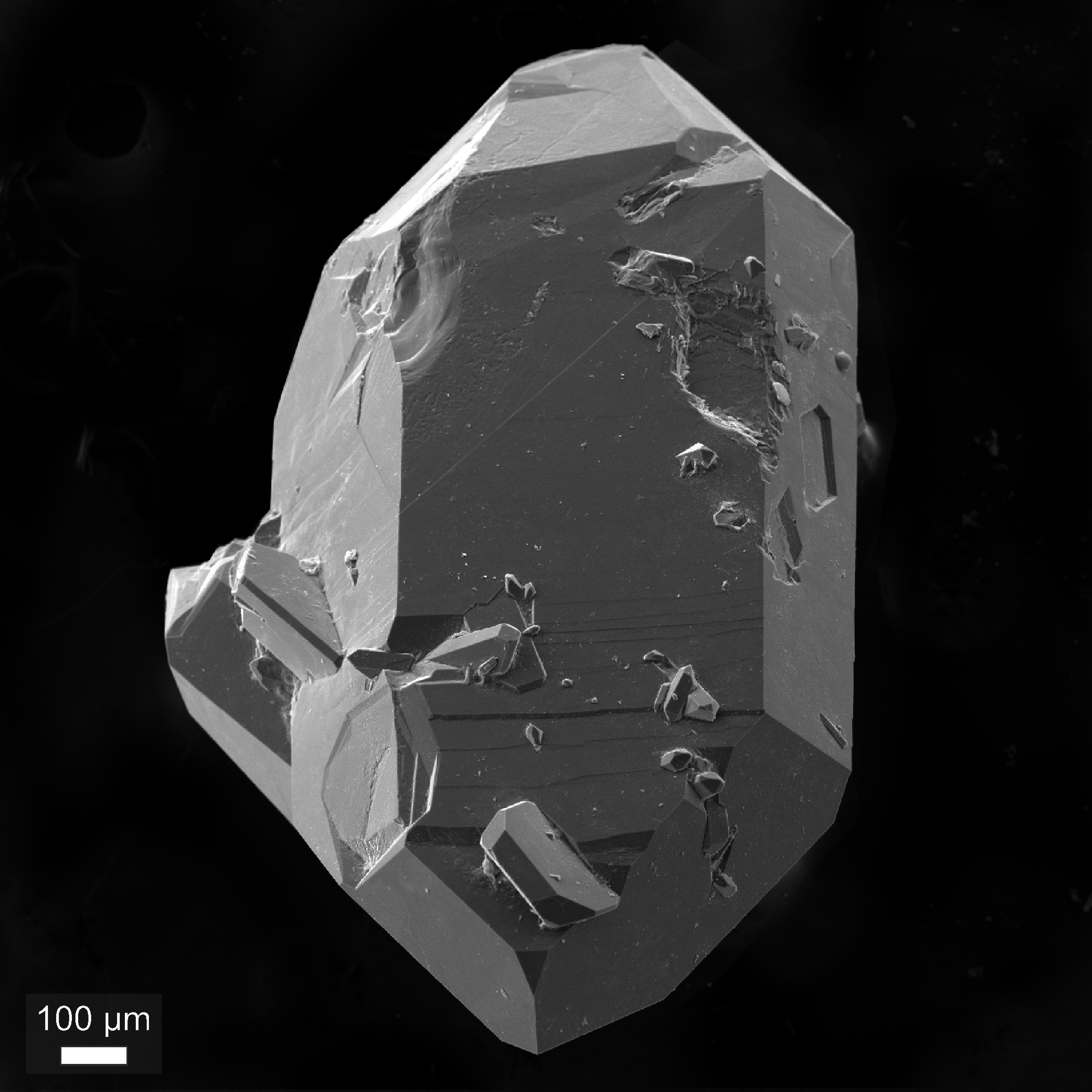
Крошечный кристалл кварца (электронномикроскопическое изображение)

Растворяется в плавиковой кислоте и расплавах щелочей.
Температура плавления 1713—1728 °C (из-за высокой вязкости расплава определение температуры плавления затруднено, существуют различные данные).
Диэлектрик и пьезоэлектрик.
Относится к группе стеклообразующих оксидов, то есть входит в состав многих стёкол. Однокомпонентное кварцевое стекло из чистого оксида кремния получают плавлением горного хрусталя, жильного кварца и кварцевого песка.
Диоксид кремния обладает полиморфизмом. Стабильная при нормальных условиях полиморфная модификация — α-кварц (низкотемпературный). Соответственно β-кварцем называют высокотемпературную модификацию. Переход α-кварца в β-кварц происходит при температуре 573 °C.
Кварц имеет несколько полиморфных модификаций, являющихся самостоятельными минеральными видами:
- кристобалит
- тридимит
- коэсит
- стишовит (образуется при очень высоком давлении, впервые получен искусственно, затем обнаружен в Аризонском метеоритном кратере).

## Разновидности кварца

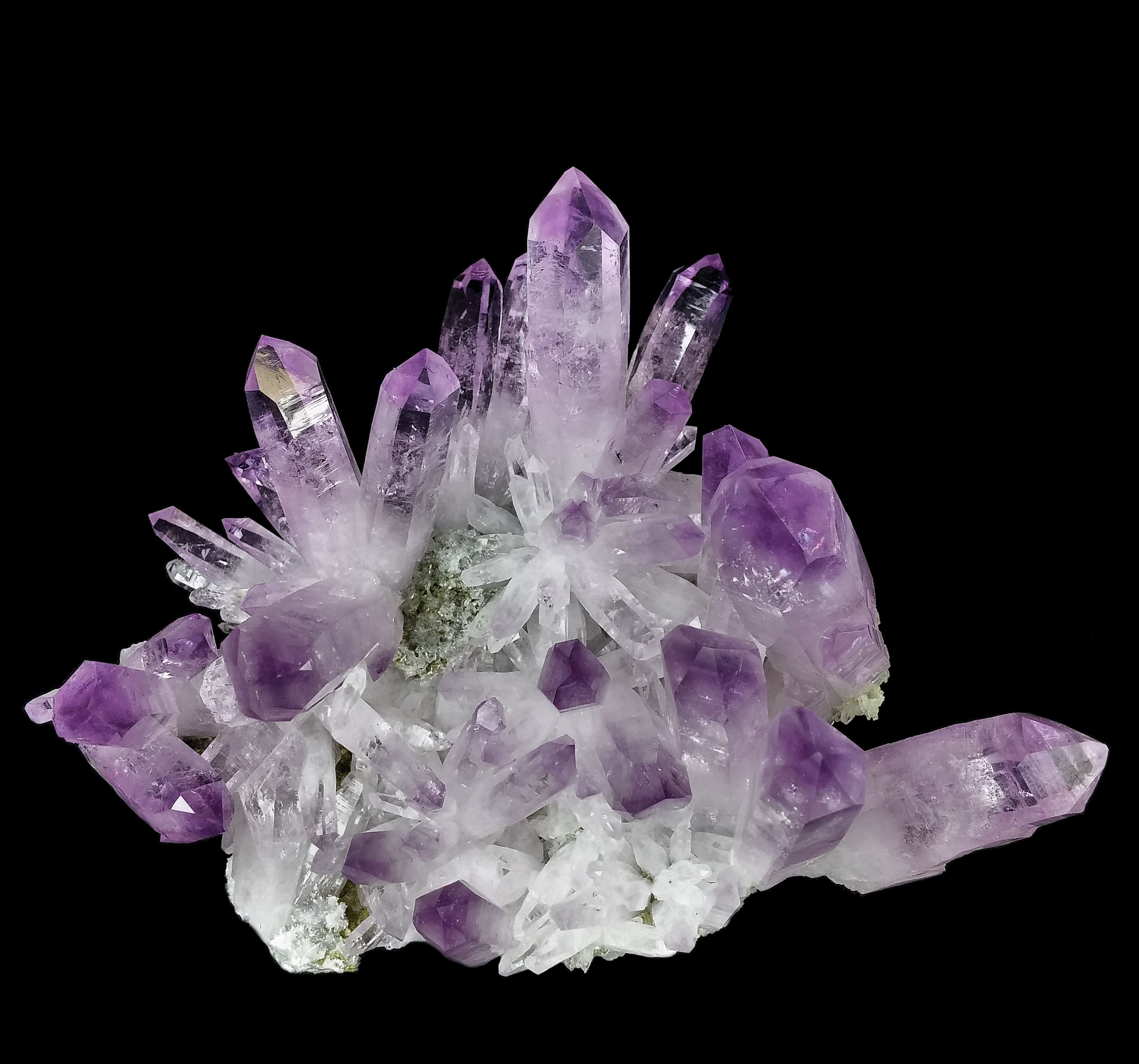
Аметист9

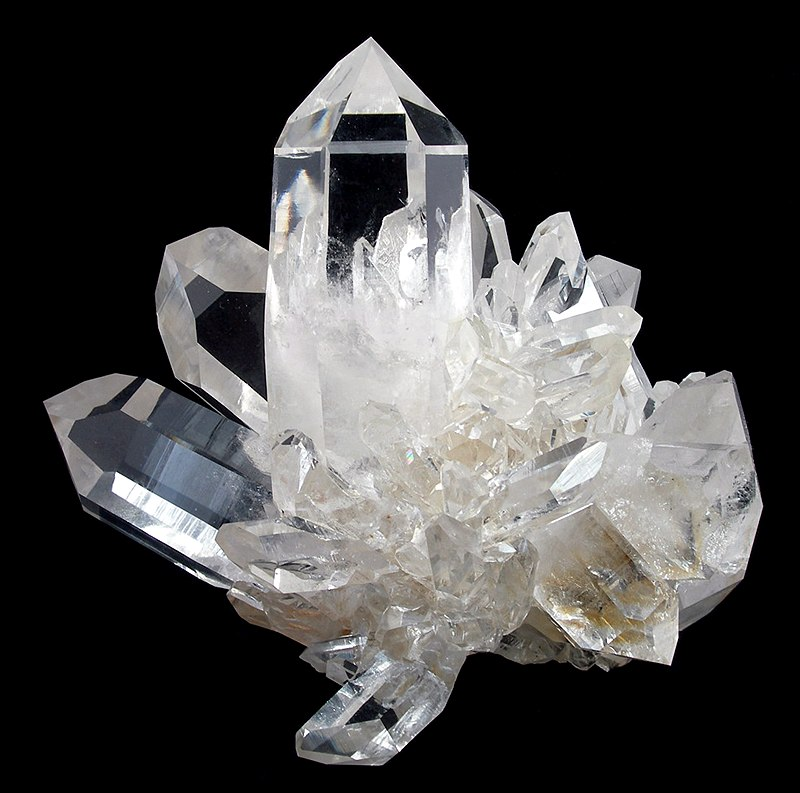
Горный хрусталь

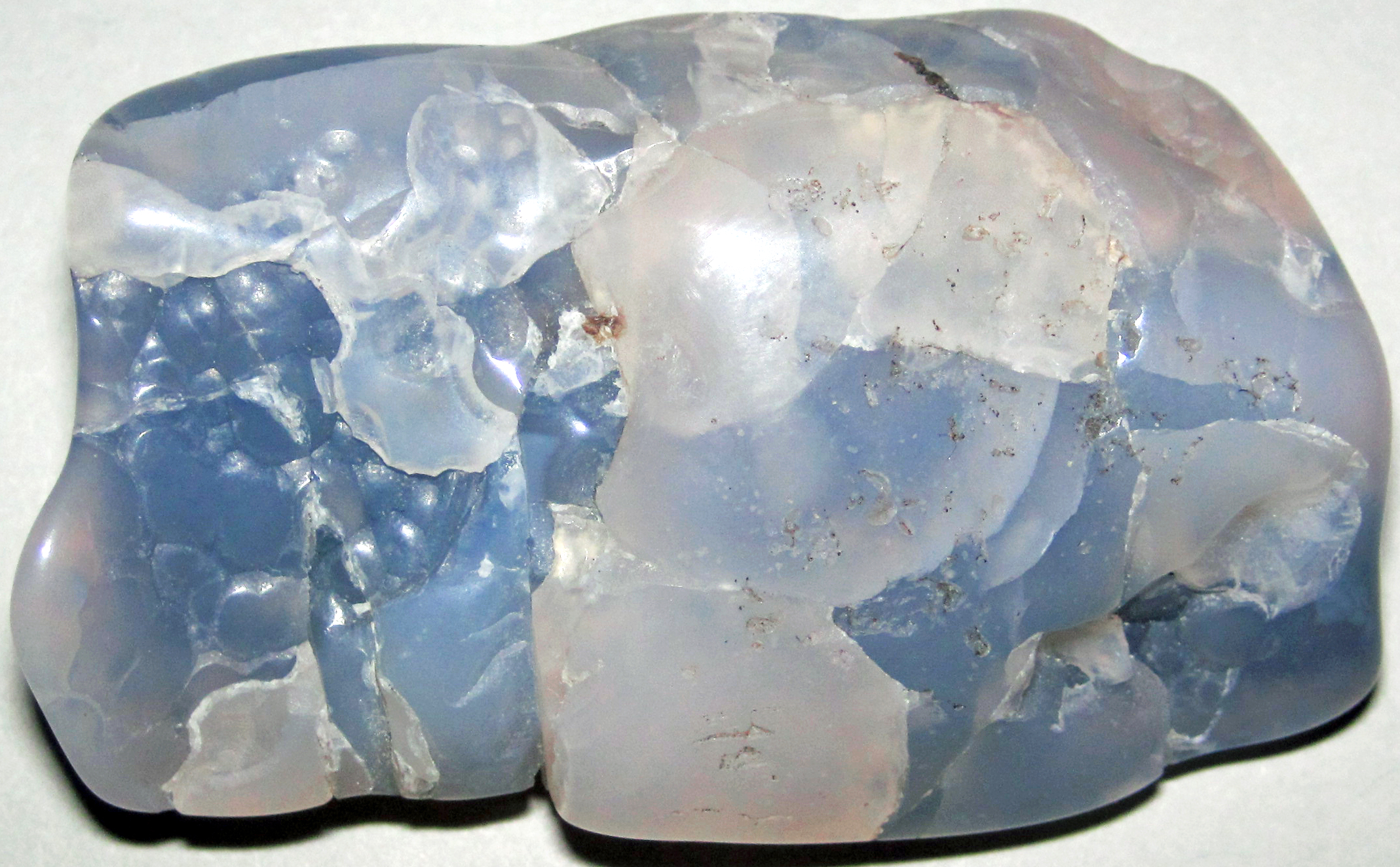
Голубой халцедон (сапфирин)

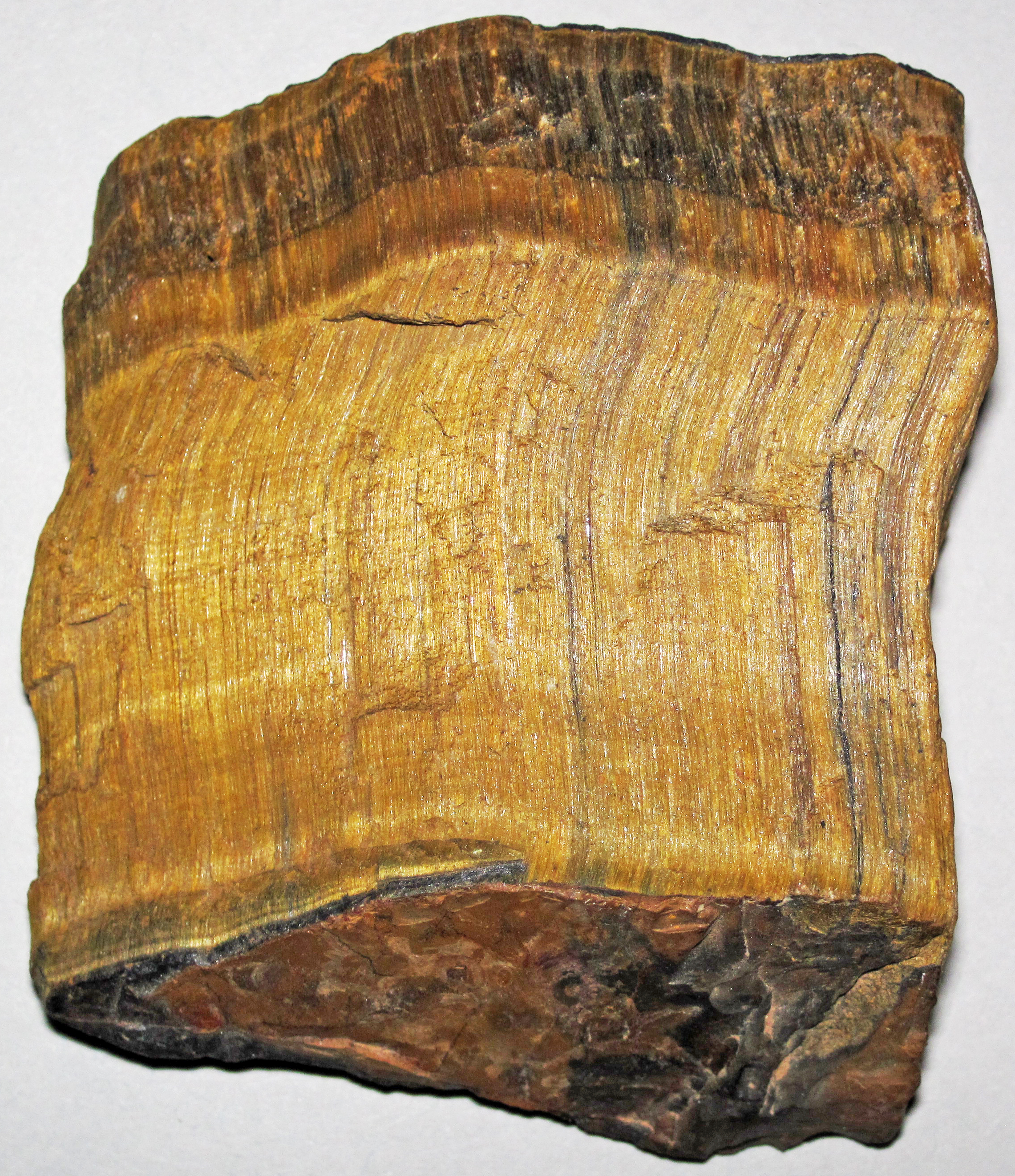
Тигровый глаз

- Авантюрин — зеленоватый минерал со включением «искр» (из-за включения мелких кристаллов слюды поверхность авантюрина имеет тенденцию к мерцанию). Не путать с искусственным авантюрином — разновидностью муранского стекла — мерцающим буровато-красным искусственным «камнем» (мерцание обусловлено включениями металлических крупинок).
- Аметист — фиолетовый.
- Аметрин — жёлто-фиолетовый, кристаллы с зональной окраской аметистовых и цитриновых цветов.
- Бингемит — иризирующий кварц со включениями гётита.
- Волосатик — горный хрусталь со включениями тонкоигольчатых кристаллов рутила, турмалина и/или других минералов, образующих игольчатые кристаллы.
- Горный хрусталь — кристаллы бесцветного прозрачного кварца.
- Кварцит – горная порода белого, серого или красноватого цветов.
- Кремень — плотные массивные агрегаты кремнезёма непостоянного состава, состоящее из кристаллического (кварц, халцедон) и аморфного кремнезёма в осадочных горных породах. Часто окрашен окислами железа и марганца в разные цвета, с плавными переходами между ними.
- Морион — чёрный.
- Переливт — состоит из перемежающихся слоёв микрокристаллов кварца и халцедона, никогда не бывает прозрачным.
- Празем — зелёный (из-за включений актинолита).
- Празиолит — луково-зелёный, редко встречается в природе[4], также получается при прокаливании аметиста.
- Раухтопаз (дымчатый кварц) — светло-серый или светло-бурый.
- Розовый кварц — розовый.
- Халцедон — скрытокристаллическая тонковолокнистая разновидность. Полупрозрачен или просвечивает, цвет от белого до медово-жёлтого. Образует сферолиты[5], сферолитовые корки, псевдосталактиты[6] или сплошные массивные образования.
- Цитрин — лимонно-жёлтый.
- Голубой кварц — синеватый, грубозернистый агрегат кварца. Голубой кварц содержит включения волокнистого магнезио-рибекита или крокидолита[7]. Также в некоторых источниках упоминается под названием «сапфировый кварц». Встречается в Испании в окрестностях г. Антекера (Андалусия).
- Кошачий глаз — белый, розоватый, серый кварц с эффектом светового отлива.
- Соколиный глаз — окварцованный агрегат синевато-серого амфибола.
- Тигровый глаз — аналогичен соколиному глазу, но золотисто-коричневого цвета.
- Оникс — коричневый с белыми и чёрными узорами, красно-коричневый, коричнево-жёлтый, медовый, белый с желтоватыми или розоватыми прослоями. Для оникса особо характерны плоскопараллельные слои разного цвета.
- Гелиотроп — непрозрачная тёмно-зелёная разновидность скрытокристаллического кремнезёма, по большей части тонкозернистого кварца, иногда с примесью халцедона, оксидов и гидроксидов железа и других второстепенных минералов, с ярко-красными пятнами и полосами.

## Условия образования
Кварц образуется при различных геологических процессах.
Непосредственно кристаллизуется из магмы кислого состава. Содержит как интрузивные (гранит, диорит), так и эффузивные (риолит, дацит) породы кислого и среднего состава, может встречаться в магматических породах основного состава (кварцевое габбро). По данным измерений методами геобаротермометрии, в гранитах кварц выделяется при Т ≈ 700 °C.
В вулканических породах кислого состава нередко образует порфировые вкрапленники. Температура его выделения может превышать 1000 °C.

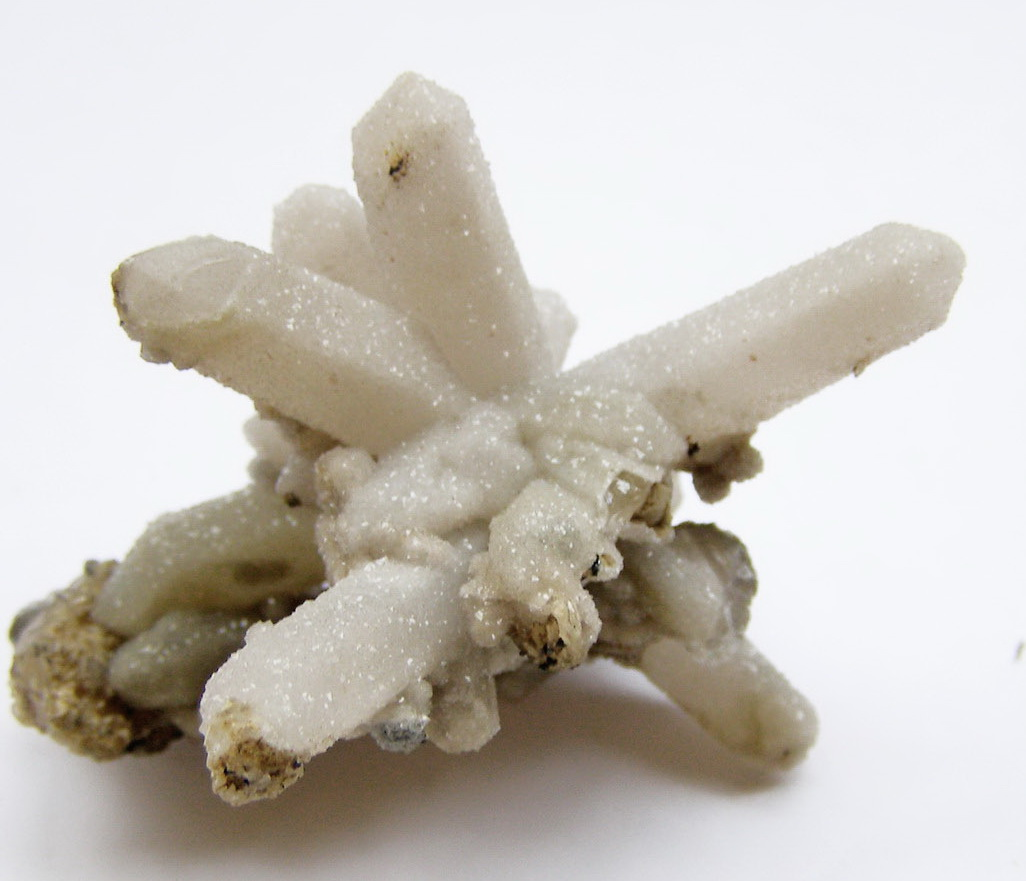
Друза кварца, обросшая кальцитом

Кварц кристаллизуется из обогащённых флюидом пегматитовых магм и является одним из главных минералов гранитных пегматитов. В пегматитах кварц образует срастания с калиевым полевым шпатом (собственно пегматит), внутренние части пегматитовых жил нередко сложены чистым кварцем (кварцевое ядро).
Кварц является главным из минералов апогранитных метасоматитов — грейзенов.
При гидротермальном процессе образуются кварцевые и хрусталеносные жилы. Нередки красивые жеоды из минералов кварца, часто с агатовой оболочкой.
Широко распространён в осадочных толщах (например, в Подмосковье), часто находится в известняках, доломитах и др. породах в форме конкреций, жеод, мелкокристаллических корок и прожилков в трещинах. При выветривании в поверхностных условиях кварц устойчив, накапливается в россыпях различного генезиса (прибрежно-морских, эоловых, аллювиальных и др.) в виде окатанной гальки. Основной минерал песков и песчаников, а месторождения мономинеральных кварцевых песков имеют большое промышленное значение.

## Искусственное получение

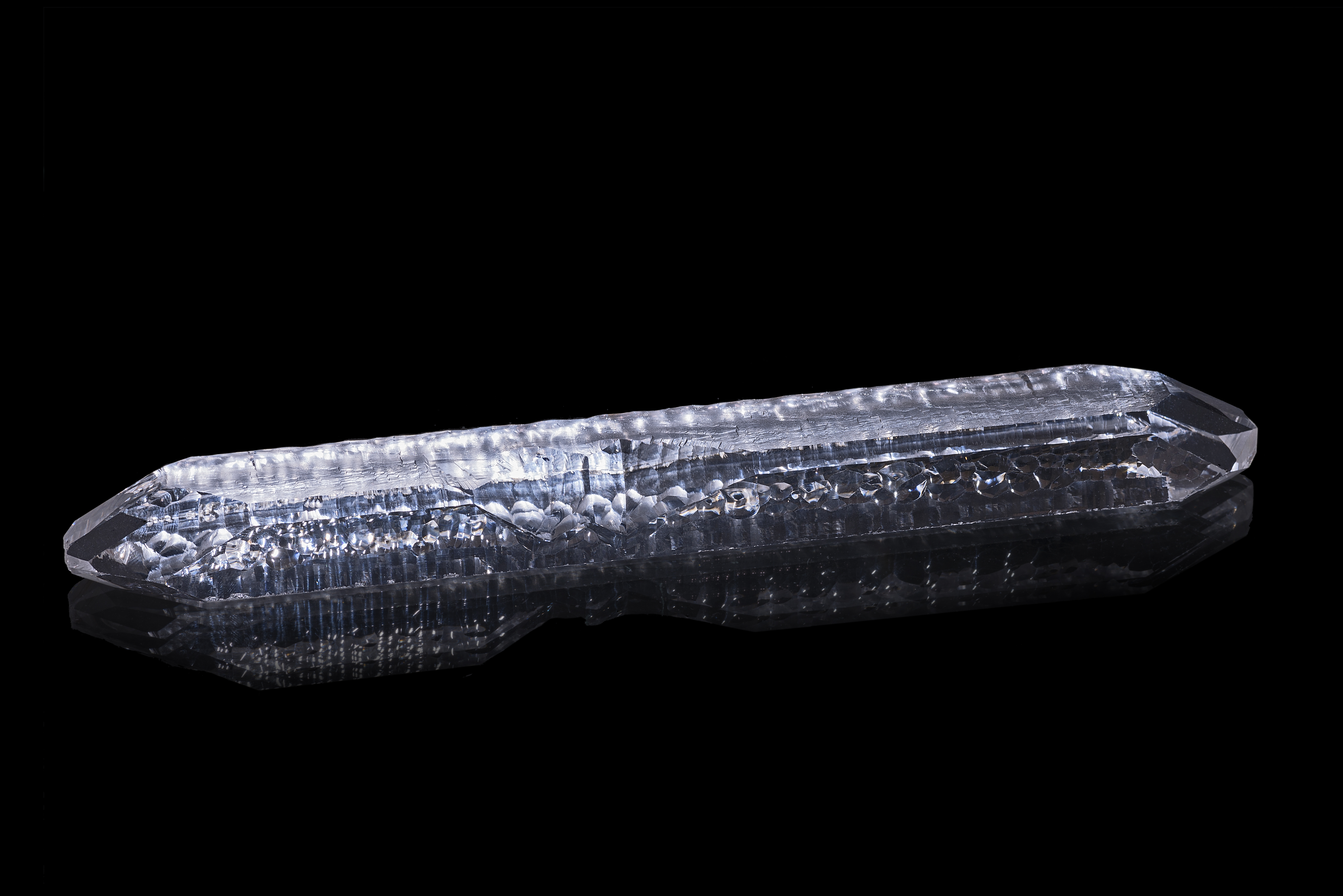
Синтетический кварцевый кристалл, выращенный гидротермальным методом

Разработан метод синтеза искусственного кварца гидротермальным способом. Преимуществом синтетического кварца для промышленности является однородность распределения примесей, более высокая химическая чистота. Большое значение имеет то, что результатом выращивания являются монокристаллы, которые по своим свойствам более пригодны для использования в качестве пьезооптического кварца, чем широко распространённые в природе сдвойникованные кристаллы. Для ювелирной промышленности метод синтеза также является немаловажным, так как позволяет получать кварц любых цветов и нужной насыщенности, при необходимости даже с переходами одной окраски в другую. Искусственным кристаллам придают зелёную (очень редка в природе) и голубую (природных аналогов нет) окраски, выращивают даже не существующий в природе синий кварц. Производство синтетических кристаллов кварца развивается в Гусь-Хрустальном,  Южноуральске. Промышленный синтез кварца налажен с 1957 года.

## Практическое значение
Кварц используется в оптических приборах, в генераторах ультразвука, в телефонной и радиоаппаратуре (как пьезоэлектрик), в электронных приборах («кварцем» в техническом сленге иногда называют кварцевый резонатор — компонент устройств для стабилизации частоты электронных генераторов, либо же кварцевый фильтр). В больших количествах потребляется стекольной и керамической промышленностью (горный хрусталь и чистый кварцевый песок). Также применяется в производстве кремнезёмистых огнеупоров и кварцевого стекла.
Многие разновидности используются в ювелирном деле.
«Кварцевые лампы» (ртутные лампы, колбы которых изготовлены из кварцевого стекла, пропускающего жёсткий ультрафиолет) применяются в медицине.